# Bryan Sykes
Pour les articles homonymes, voir Sykes.
Bryan Sykes  né le 9 septembre 1947 et mort le 10 décembre 2020, est un professeur de génétique humaine britannique de l'université d'Oxford. Il a édité le premier rapport de recherche sur l'ADN des restes archéologiques (journal Nature en 1989), et a pris part à l'étude du cas de Ötzi, l'homme du glacier autrichien, aussi bien que dans celles de personnes prétendant être membres de la famille russe royale des Romanov. 
Il a aussi prouvé par des analyses ADN que les échantillons de poils attribués à plusieurs cryptides appartenaient à des espèces animales courantes.
Il est connu pour ses livres de vulgarisation en sciences.